# Klimakonwektor
Klimakonwektor – urządzenie służące do utrzymywania zadanej temperatury w pomieszczeniu, stosowane przeważnie w biurach i budynkach użyteczności publicznej. Potoczna nazwa fan-coil jest bardziej popularna, choć nie zawsze prawidłowa. Angielskie słowo fan oznacza wentylator, w związku z tym pojęcie fan-coil odnosi się tylko do klimakonwektorów wentylatorowych.
W klimakonwektorach czynnikiem chłodniczym/grzewczym jest woda (bądź jej mieszanina) – w przeciwieństwie do klimatyzatorów, w których wykorzystano czynnik szybkowrzący (freon).

## Podział klimakonwektorów

### Podział w zależności od konstrukcji
- klimakonwektory indukcyjne – wykorzystywana w nich jest siła indukcji powietrza zewnętrznego. Na wlocie do urządzenia podłączony jest kanał wentylacyjny powietrza np. z centrali klimatyzacyjnej. Dzięki specjalnej konstrukcji urządzenia i wykorzystaniu zjawiska inżektora, strumień powietrza podsysa powietrze w pomieszczeniu, dzięki czemu ilość powietrza w urządzeniu jest kilkakrotnie większa niż na jego wlocie. Powietrze następnie kierowane jest na wymiennik ciepła i do elementu nawiewnego.
- klimakonwektory wentylatorowe – popularnie nazywane fan-coilami (od angielskiej nazwy fan-coil unit, FCU). Inżektorowa budowa została zastąpiona wentylatorem, który umożliwia zastosowanie przed wymiennikiem ciepła filtru powietrza oraz podłączenie urządzenia do sieci przewodów wentylacyjnych. Średnie spręże zewnętrzne wentylatorów w fan-coilach to: 30-70Pa.

### Podział w zależności od montażu
- pionowe (vertical) np. stojące
- poziome (horizontal) np. podsufitowe, kasetonowe

### Podział w zależności od udziału powietrza zewnętrznego (świeżego)
- klimakonwektory pracujące na powietrzu zewnętrznym (z czerpnią powietrza) – tzw. klimakonwektory podokienne
- klimakonwektory, do których powietrze świeże dostarczane jest po obróbce wstępnej w centrali klimatyzacyjnej
- klimakonwektory pracujące tylko na powietrzu obiegowym

### Podział ze względu na rodzaj regulacji temperatury
- klimakonwektory grzewcze
- klimakonwektory grzewczo-chłodnicze
- klimakonwektory chłodnicze

### W zależności od liczby wymienników ciepła
- klimakonwektory dwururowe (z jednym wymiennikiem)
- klimakonwektory czterorurowe (z dwoma wymiennikami)